# Ambrolauri
Ambrolauri (gruz. ამბროლაური) – miasto znajdujące się w północnej Gruzji, stolica regionu Racza-Leczchumi i Dolna Swanetia oraz dystryktu Ambrolauri. Liczy 2047 mieszkańców (2014).
Miejscowość znana jest od XVII wieku, gdy służyła jako jedna z rezydencji królów Imeretii. Z tego kompleksu przetrwał jedynie kościół i wieża. W 1769 król Solomon I ofiarował część gruntów rodowi Zurab Maczabeli, który wybudował wieżę zwaną wieżą Maczabelego. W 1930 nazwę miejscowości zmieniono na Enukidze na cześć stalinowskiego aparatczyka Abla Enukidzego. Po aresztowaniu polityka w 1935 i oskarżeniu go o współpracę z Trockim, starą nazwę przywrócono. Miasto uległo poważnym zniszczeniom w 1991 roku podczas trzęsienia ziemi.